# Olax imbricata
Olax imbricata är en tvåhjärtbladig växtart som beskrevs av William Roxburgh. Olax imbricata ingår i släktet Olax och familjen Olacaceae. Utöver nominatformen finns också underarten O. i. membranifolia.